# Satz von Eilenberg-Zilber
Der Satz von Eilenberg-Zilber, benannt nach S. Eilenberg und J. A. Zilber, ist ein Satz aus dem mathematischen Teilgebiet der algebraischen Topologie. Er stellt einer Verbindung zwischen den singulären Homologiegruppen eines kartesischen Produktes zweier topologischer Räume und Homologiegruppen der Räume selbst her.

## Tensorprodukte von Kettenkomplexen
Sind {\displaystyle (C',d')} und {\displaystyle (C'',d'')} zwei Kettenkomplexe, so sei  das Tensorprodukt {\displaystyle (C',d')\otimes (C'',d'')} der Kettenkomplex {\displaystyle (C,d)} mit
{\displaystyle C_{n}=\bigoplus _{i+j=n}C_{i}'\otimes C_{j}''}
{\displaystyle d_{n}(c_{i}'\otimes c_{j}''):=d_{i}'c_{i}'\otimes c_{j}''+(-1)^{i}c_{i}'\otimes d_{j}''c_{j}''}, wobei {\displaystyle c_{i}'\in C_{i}',c_{j}''\in C_{j}'',i+j=n}.
Damit ist {\displaystyle d_{n}} auf Erzeugern erklärt, und die Rechnung
{\displaystyle d_{n-1}d_{n}(c_{i}'\otimes c_{j}'')=d_{n-1}(d_{i}'c_{i}'\otimes c_{j}'')+(-1)^{i}d_{n-1}(c_{i}'\otimes d_{j}''c_{j}'')}
{\displaystyle =\underbrace {d_{i-1}'d_{i}'c_{i}'} _{=0}\otimes c_{j}''+\underbrace {(-1)^{i-1}d_{i}'c_{i}'\otimes d_{j}''c_{j}''+(-1)^{i}d_{i}'c_{i}'\otimes d_{j}''c_{j}''} _{=0}+(-1)^{i}(-1)^{i-1}c_{i}'\otimes \underbrace {d_{j-1}''d_{j}''c_{j}''} _{=0}=0}
zeigt, dass tatsächlich wieder ein Kettenkomplex vorliegt.
Wenn die Randoperatoren {\displaystyle d',d''} bzw. {\displaystyle d} nicht besonders erwähnt werden sollen, so schreibt man auch einfach {\displaystyle C=C'\otimes C''}, das gilt insbesondere für singuläre Kettenkomplexe {\displaystyle S(X)} topologischer Räume {\displaystyle X}, bei denen die Randoperatoren gegeben sind.

## Formulierung des Satzes
Sind {\displaystyle X} und {\displaystyle Y} topologische Räume, so ist der singuläre Kettenkomplex {\displaystyle S(X\times Y)} des Produktraumes ketten-homotopieäquivalent zum Tensorprodukt {\displaystyle S(X)\otimes S(Y)}.

## Bedeutung
Wegen der Homotopieäquivalenz haben {\displaystyle S(X\times Y)} und {\displaystyle S(X)\otimes S(Y)} dieselben Homologiegruppen. Die Berechnung der singulären Homologiegruppen eines Produktraumes ist daher auf ein Problem der homologischen Algebra zurückgeführt, nämlich auf die Berechnung der Homologie eines Tensorproduktes von Kettenkomplexen. Dieses algebraische Problem ist durch den Satz von Künneth gelöst.